# Cueva del Hierro
Cueva del Hierro település Spanyolországban, Cuenca tartományban. Cueva del Hierro Poveda de la Sierra, Beteta és Masegosa községekkel határos. Lakosainak száma 25 fő (2024).

## Népesség
A település népessége az utóbbi években az alábbiak szerint változott:
| Lakosok száma | 51   | 50   | 53   | 41   | 41   | 34   | 32   | 29   | 35   | 25   |
|               | 2001 | 2004 | 2006 | 2009 | 2011 | 2014 | 2016 | 2019 | 2021 | 2024 |